# Sabanejewia
Sabanejewia ist eine Gattung benthischer Süßwasserfische aus der Familie der Steinbeißer (Cobitidae). Die Sabanejewia-Arten wurden ursprünglich zur Gattung Cobitis gestellt, unterscheiden sich von diesen jedoch unter anderem durch die Abwesenheit von Canestrini-Schuppen und der geringeren Anzahl der Gambetta-Zonen (4 in Cobitis und 2 in Sabanejewia). Auch biochemische und genetische Untersuchungen unterstützen eine Trennung der beiden Gattungen. Die Gattung Sabanejewia ist in Europa sowie im Einzugsgebiet des Kaspischen Meers und des Aralsees heimisch. Die meisten Arten bevorzugen kiesiges Substrat.

## Arten
Derzeit sind 10 Arten der Gattung Sabanejewia beschrieben:
- Gold-Steinbeißer (Sabanejewia aurata (De Filippi, 1863))
  - Sabanejewia aurata aralensis (Kessler, 1877)
  - Sabanejewia aurata aurata (De Filippi, 1863)
- Balkan-Goldsteinbeißer (Sabanejewia balcanica (S. L. Karaman, 1922))
- Baltischer Goldsteinbeißer (Sabanejewia baltica Witkowski, 1994)
- Sabanejewia bulgarica (Drensky, 1928)
- Kaspischer Steinbeißer (Sabanejewia caspia (Eichwald, 1838))
- Sabanejewia caucasica (L. S. Berg, 1906)
- Sabanejewia kubanica Vasil'eva & Vasil'ev, 1988
- Italienischer Steinbeißer (Sabanejewia larvata (De Filippi, 1859))
- Rumänischer Steinbeißer (Sabanejewia romanica (Băcescu, 1943))
- Sabanejewia vallachica (Nalbant, 1957)